# Joseph Charles Verstappen
Joseph Charles Verstappen (Antwerpen, 16 februari 1850) was een Belgische decorateur, beeldhouwer, investeerder en projectontwikkelaar. Hij had zich gevestigd op het Zuid in Antwerpen.

## Biografie
Verstappen werkte onder andere aan paviljoens op de Wereldtentoonstelling in Antwerpen (1894). Daarnaast werkte hij mee aan het Antwerps Museum voor Schone Kunsten en het Londense Empress Theatre. Als investeerder was hij betrokken bij de bouw van de Antwerpse Hippodroom.
Voor zijn werk ontving hij de Diplôme d'honneur Rubenskring in 1877 en de Médaille d'or exposition d'Anvers in 1885.
Verstappen trouwde op 9 oktober 1875 in Antwerpen met Joanna Maria Uytterhoeven.

## Realisaties
Verstappen was betrokken bij de volgende werken :
- Café du Dôme koepel in de Antwerpse wijk Zurenborg (1893).
- Het Empress Theater in Londen's Earls Court voor de Hongaarse artiest Imre Kiralfy, gebouwd door D. Charteris op een ontwerp van architect Allan O. Collard.
- Paviljoenen op de Wereldtentoonstelling van 1894 in Antwerpen.
- Leopold de Waelplaats, Antwerpen Zuid
  - Leopold de Waelstraat 18, 20 en 22.[1]
  - Het voormalig Antwerps Hippodroompaleis op het nr 24.
  - Decoraties voor meerdere zalen op het eerste verdiep van het Museum voor Schone Kunsten.
- Burgerwoningen en winkels in de Leopold de Waelstraat.
- Tijdens de wereldtentoonstelling van 1913 te Gent, zorgt hij samen met het Gentse atelier van Theo Soudeyns voor sculpturen en ornamenten in het Paleis voor Schone Kunsten, de galerij der fotografie, het paviljoen der toegepaste kunst en toegang tot het expopark.[2] Reeds in 1911 krijgt hij hiervoor een volledig eigen werkplaats op de locatie.[3]